# Delias agoranis
Delias agoranis, comummente conhecida como a jezebela birmanesa, é uma borboleta da família Pieridae. Ela foi descrita por Henley Grose-Smith em 1887 e pode ser encontrada na região indo-malaia onde foi registada no sul da Birmânia e no sudoeste da Tailândia.